# Дітовбивство
Дітовбивство (інфантицид) — умисне позбавлення життя дитини; включає вбивство новонароджених (неонатицид).
Інфантицид практикувався на всіх континентах людьми всіх рівнів культури, від збирачів-мисливців до високих цивілізацій, будучи радше правилом, ніж винятком.
В багатьох суспільствах минулого певні форми інфантициду вважались прийнятними.

## Історія
Практика дітовбивства з часом набула різних форм. Жертвоприношення дітей надприродним істотам чи силам, як, наприклад, у стародавньому Карфагені, може бути лише найвідомішим прикладом у стародавньому світі.
Частим методом дітовбивства в стародавній Європі та Азії було просто покинути немовля, залишивши його помирати від впливу зовнішніх факторів (наприклад, переохолодження, голоду, спраги або нападу тварин).
Принаймні на одному острові в Океанії дітовбивство здійснювалося до 20-го століття шляхом удушення немовляти, тоді як у доколумбовій Мезоамериці та в імперії інків воно здійснювалося шляхом жертвоприношення.

### Практика дітовбивства в давніх культурах
Дітовбивство широко практикувалося у багатьох давніх культурах як засіб регулювання народжуваності. Найбільш ранні приклади систематичного інфантициду відносяться ще до кам'яної доби. За оцінками американського антрополога Джозефа Бердселла, відсоток дітовбивств від загальної кількості народжень в період неоліту становив від 15 % до 50 %. Тоді ж вперше проявляється тенденція до вибіркового феміциду — знищення немовлят жіночої статі: за оцінками, в період палеоліту вбивалося близько 50 % новонароджених дівчаток. Часто дітей просто залишали в безлюдних місцях, де вони вмирали від виснаження і гіпотермії.

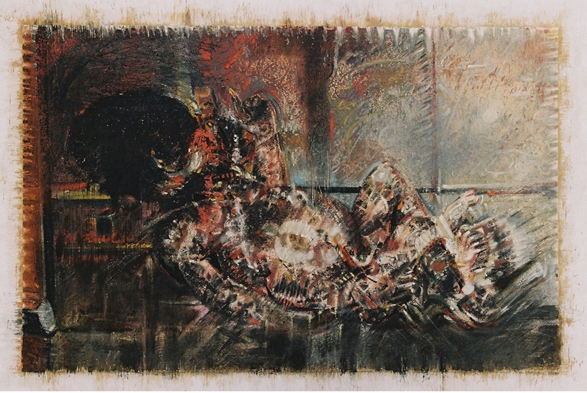
Дітовбивство мексиканського художника Антоніо Гарсіа Вега

У Давній Спарті проблему перенаселення вирішували інфантицидом хлопчиків, оскільки Спарта не мала багато колоній. Кволих немовлят урочисто залишали помирати просто неба.